# Ferruccio Demanins
Ferruccio Demanins conosciuto anche come Ferruccio Antonio Demanins (Trieste, 1903 – Trieste, 10 giugno 1944) è stato un fotografo italiano.

## Biografia
Le notizie in nostro possesso sulla figura di questo fotografo triestino sono piuttosto scarse. Addirittura, sembra che fosse attivo come fotografo indipendente già nel 1927, nella cui insegna era scritto "Stabilimento fotografico nazionale", e lo apprendiamo da una tesi di laurea dell’Università di Reykjavík, nella quale viene approfondito il complesso rapporto tra secondo futurismo e fotografia, cioè quella fase che andò dal 1928 e 1939 in cui il futurismo si avvicinò al surrealismo.

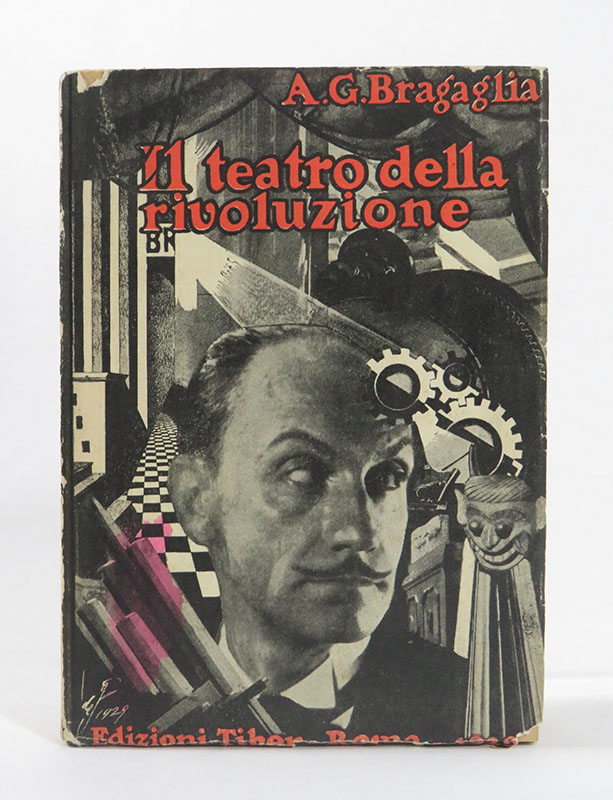
Copertina del libro (1929)

Nel 1929 aveva curato la copertina, con un fotomontaggio, del volume di Anton Giulio Bragaglia dal titolo Il teatro della rivoluzione per le edizioni Tiber di Roma.
Nel 1931 arrivarono i suoi primi riconoscimenti inerenti alla mostra di sedici fotografie nell’ambito della Prima mostra triestina di pittura e aeropittura futurista, promossa e organizzata dal poeta Bruno Giordano Sanzin e alla cui inaugurazione Filippo Tommaso Marinetti pronunciò un discorso. Tra gli espositori vanno menzionati il giovanissimo Fosco Maraini, Arturo Bragaglia e Wanda Wulz con la sua celebre immagine Io + gatto.
Demanins fu un fascista convinto, non ne faceva mistero, e negli anni Trenta divenne una sorta di reporter, documentando tutti gli eventi del regime nel Friuli-Venezia Giulia e nelle zone dell'Istria conquistate, come possiamo infatti leggere nei titoli con cui sono state archiviate le sue immagini: Rapporto ai fasci di Grado e Pieris; Inaugurazione casa del fascio di Postumia; Parata militare a San Giusto; Consegna drappelli Battaglioni Gioventù italiana del Littorio; Consegna coppa alla runa. In queste fotografie sono molte le immagini che egli aveva scattato al Capo del Governo e alla folla oceanica e osannante, ai federali, ai gerarchi e ai ministri che compaiono tra braccia tese e gagliardetti, dove emerge, senza dubbio, come il fascismo usasse sapientemente l’immagine a scopo propagandistico.
Demanins morì sotto un bombardamento alleato insieme con il cronista Lucio De Rosa.
Le immagini futuriste di Demanins erano presenti alla mostra "Fotografia Futurista" presso la Galleria Carla Sozzani di Milano nel 2022

## Controversia
Una parte dell'archivio fotografico di Demanins era andata distrutta sotto i bombardamenti, ma circa un migliaio di fotografie, lastre e negativi sono riemersi, sia quelli del periodo futurista che di quello documentaristico, questi ultimi che raccontano gli anni del fascismo in Friuli.
Gli eredi, nella persona del nipote Paolo, vorrebbero ritornarne in possesso perché chi ha tenuto le immagini nel cassetto per anni e anni, cioè l’Istituto regionale per la storia del Movimento di liberazione nel Friuli-Venezia Giulia, a loro giudizio non aveva alcun titolo per esserne il proprietario; l'accusa è quella di averne tenuta "riservata" l’esistenza alla famiglia dell’autore e al pubblico, non avendone organizzato mostre, libri e neppure avendo inserito il nome di Demanins nel proprio sito. La presidentessa, che all'epoca era Annamaria Vinci, rispose che "questo archivio lo abbiamo conservato, riordinato e scannerizzato. In sintesi lo abbiamo in deposito e ci ripromettiamo nei prossimi anni di realizzare una mostra".